# Gribshunden
Le Gribshunden ou Griffen, également connu sous plusieurs noms de variantes, dont Gribshund, Gripshunden, Gripshund, Griff et Griffone, est un navire de guerre danois, le navire amiral du roi de Danemark Jean. Le Gribshunden coule en 1495 après avoir pris feu dans la mer Baltique au large de Ronneby, dans le sud-est de la Suède. Il est l'une des épaves les mieux conservées de la fin du Moyen Âge.

## Historique
La première mention connue du navire se trouve dans une lettre datée du 16 mai 1486, dans laquelle Jean Ier (ou Hans), roi du Danemark de 1481 à 1513, écrit « in navi nostra Griffone », latin signifiant « dans notre navire Griffon ». Le Gribshunden et ses variantes de noms sont ensuite retrouvés dans les listes de navires de la flotte danoise de 1487 à 1495,,.
À l'été 1495, le roi Jean s'embarque pour Kalmar, en Suède, pour entamer des négociations avec Sten Sture l'Ancien, le dirigeant suédois qui menaçait de séparer les Suédois de l'union de Kalmar,,. En tant que navire amiral de la flotte danoise de 18 navires, le Gribshunden est un symbole de puissance militaire destiné à dissuader les Suédois de l'indépendance,,.
Cependant, sur le chemin de Kalmar, alors qu'il est ancré dans la mer Baltique dans le port naturel près du port de Ronneby, en Suède, le Gribshunden prend feu. Cet événement est enregistré dans l'ouvrage suédois Sturekrönikan («La Chronique de Sture») et dans deux sources allemandes, Chroniques de Lübeck de Reimar Koch. et la ""Chronique Dantzig de Caspar Weinreich,,,.
Le roi Jean n'est pas à bord lors de l'incendie, mais, comme rapporté par Tyge Krabbe, membre de l'expédition, bon nombre des 150 membres d'équipage qui se trouvent à bord du navire meurent lors du naufrage,,. Malgré la perte de son navire amiral, Jean de Danemark continue vers Kalmar, mais Sten Sture ne se présente pas à la réunion, laissant le statut de l'union de Kalmar dans les limbes pendant les deux années suivantes jusqu'à la bataille de Rotebro (en) en 1497, au cours de laquelle l'Union est réaffirmée par la victoire du roi Jean et la défaite de Sten Sture,.

## L'épave
Dans les années 1970, le club de plongée local découvre l'épave à une profondeur de 10 m, dans le sud-ouest de la mer Baltique et au nord de l'île Stora Ekön, une île de l'archipel de Blekinge au large de la côte de Ronneby dans le sud-est de la Suède,,,. Ignorant l'identité et l'importance de l'épave, les plongeurs n'ont informé les archéologues de leur découverte qu'en 2000 ; les premières investigations archéologiques ont débuté en 2001 et 2002,,,. En 2013, les archéologues identifient le navire comme étant le Gribshunden,, grâce à des techniques telles que l'échantillonnage dendrochronologique du bois du navire qui montre que ceux-ci proviennent de chênes abattus au cours de l'hiver 1482-1483,,.
Le navire, en bois, est dans un état remarquablement bon et fait partie des navires les mieux conservés de la fin du Moyen Âge,. Le fait que l'épave ait été relativement exempte de dommages causés par les vers marins a été attribué au caractère saumâtre des eaux.

Reconsitution du Gribshunden

Le navire est également important car il est construit en bordages à franc-bord, le plus ancien trouvé dans les eaux nordiques, alors qu'à l'époque, les navires sont majoritairement construits en bordages à clin,,. Les examens de l'épave indiquent que le navire avait une longueur de 35 m et une largeur de 7,5 m. La quille est orientée nord-est vers sud-ouest.
Parmi les artéfacts militaires trouvés dans l'épave figurent des cottes de mailles, des arbalètes, des os, des tonneaux, du verre et des cabestans. L'épave reste chargée d'artillerie composée de canons en fer, dont 11 affûts ont été dénombrés,,,. L'artillerie est constituée de canons légers antipersonnel et n'est pas destinée à couler des navires. Au lieu de cela, ils offraient principalement un soutien aux forces de combat au corps à corps, qui constituaient la principale force de combat,,. L'infanterie était également capable de combattre à moyenne distance, comme en témoignent les découvertes des récentes fouilles de 2019 (dirigées par l'université de Södertörn, l'université de Lund et le musée de Blekinge) qui ont mis au jour, entre autres, une arbalète, un carreau d'arbalète, un canon à main et armure de mailles,. Un affût de canon de 13,5 pieds de long et un boutefeu sculpté ont été trouvés en 2021.

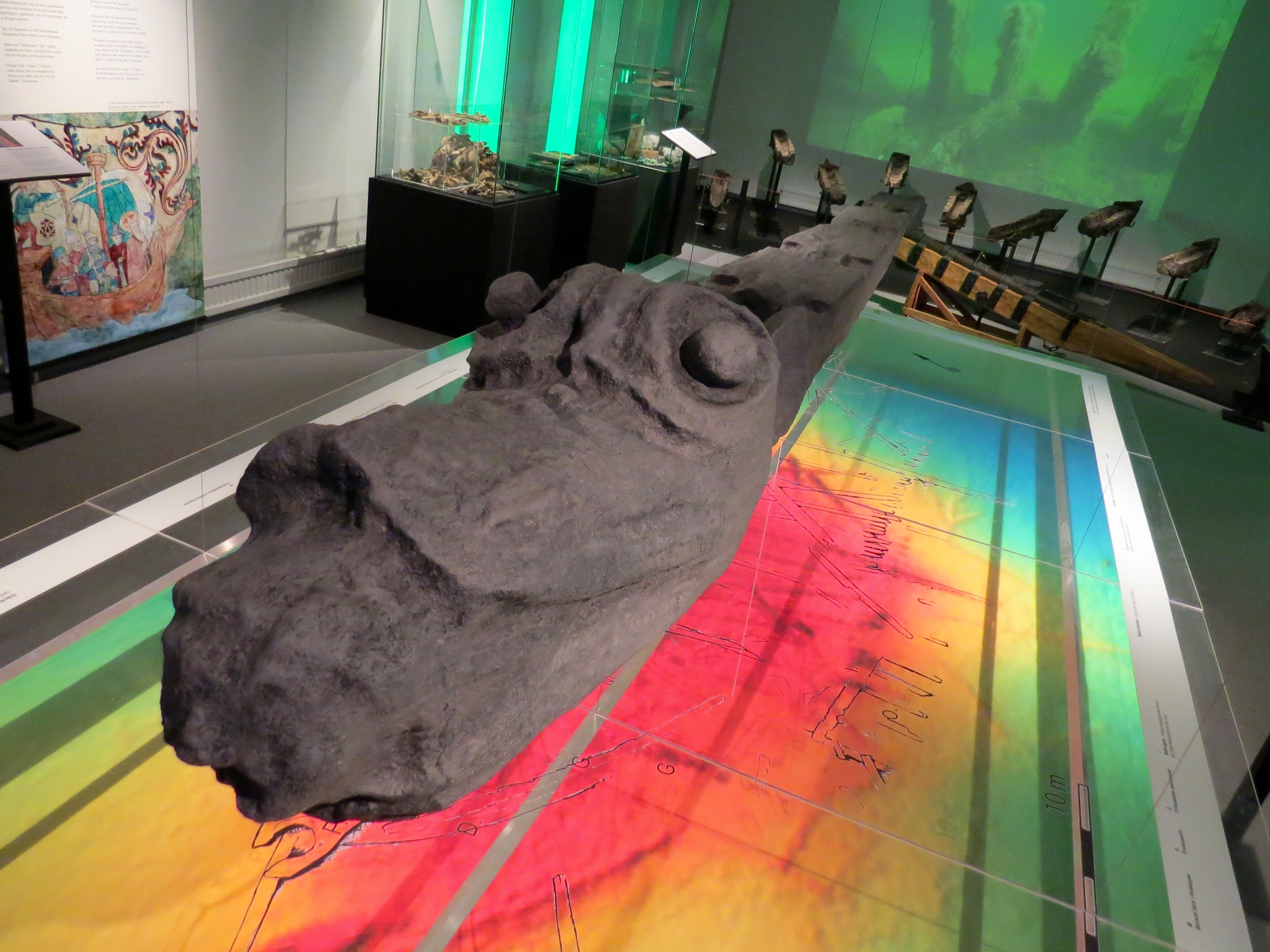
La figure de proue du Gribshunden

En août 2015, le navire a attiré l'attention des médias internationaux lorsqu'une figure de proue en bois presque parfaitement conservée, pesant environ 250 kg, d'une bête mythique a été récupérée de l'étrave et ramenée à la surface,,. Évocatrice du nom Gribshunden (« Chien Griffon ») du navire, la figure de proue chimérique est décrite comme un monstre marin ressemblant à un chien ou à un dragon avec des oreilles de lion, dévorant une personne dans sa gueule de crocodilien,,.
Une fouille menée en 2019-2021 a également permis de découvrir des pièces d'argent, des panneaux muraux décorés en bouleau, une chope en bois ornée d'une couronne, des pantoufles et des épices exotiques,.
Lors des recherches effectuées sur l'épave en 2023, des épices et plantes médicinales de l'époque de son naufrage, en parfait état ont été retrouvées,. Parmi les plantes et épices retrouvées figurent de l'aneth, du carvi, des clous de girofle, du gingembre, de la moutarde, du poivre, du jusquiame, des amandes, des noisettes, des mûres, framboises, raisins, ou encore du lin. La découverte de safran, gingembre ou encore des clous de girofle constitue une première au nord de l'Europe et représente une preuve d'échanges commerciaux mondiaux.

## Reportages
Un documentaire de 53 minutes, réalisé par Kirk Wolfinger, diffusé dans l'émission scientifique américaine NOVA en 2021 et en décembre 2023 sur Arte, présente l'enquête archéologique sous-marine et l'importance du navire le Gribshunden,.